# Wolfsstein (Denkmal)
Wolfssteine sind Denkmäler, die seit etwa dem 17. Jahrhundert in Deutschland im Andenken an besondere Ereignisse mit Wölfen wie Jagden oder die Erlegung eines Wolfes errichtet wurden. Die meisten Wolfssteine tragen eine Inschrift mit dem Namen des Schützen, dem Datum der Erlegung, oft auch eine von einem Bildhauer angefertigte Darstellung des erlegten Tieres, manchmal zudem eine Schilderung der Begleitumstände. In neuerer Zeit werden auch Steine angedenklich der Rückkehr von Wölfen gesetzt.
Die mit Wolfsdenkmälern, Wolfssteinen, Wolfssäulen oder einer Wolfseiche bedachten „letzten“ Wölfe in verschiedenen Gegenden Deutschlands wurden vom Freundeskreis freilebender Wölfe in eine Datenbank eingetragen. Es gibt derzeit etwa dreißig Einträge.
| Datum             | Bundesland / Region                                                              | zum Tier                                                                                                | Anmerkungen | Abbildung                              |
| ----------------- | -------------------------------------------------------------------------------- | --- | --- | -------------------------------------- |
| 20. April 1618    | Sachsen / Friedewald, Weinböhla →Lage                                            | Erinnerung an eine Treibjagd auf einen Wolf                                                             | Wolfssäule Friedewald mit Inschriften auf vier Seiten des Sockels und der Aufzählung aller 36 an der Jagd beteiligten Personen |                                        |
| um 1720           | Sachsen / Markkleeberg →Lage                                                     | „Hier wurden im Jahre 1720 die letzten freigebenden Wölfe gesehen“                                      | Wolfsdenkmal an der Kreuzung „Am Wolfswinkel / Equipagenweg“ |                                        |
| Januar 1724       | Sachsen-Anhalt / Harz / Schwiederschwende →Lage                                  | Der letzte Wolf der Region Südharz                                                                      | Wolfsdenkmal mit der Inschrift: Unter der Regierung des Grafen Jost Christian zu Stolberg-Roßla wurde im Monat Januar 1724 der letzte Wolf allhier erlegt.                                                                                  |                                        |
| 20. November 1738 | Niedersachsen / Friesland / Oestringfelde →Lage                                  | Ein verirrter Wolf aus der Heide bei Oestringfelde, geschossen von Anton Richter, Sohn des Wildschützen | Der Wolfsgalgen ist ein Holzstamm mit ausladendem Ast, der an den an einem Baum zur Besichtigung aufgehängten Wolf erinnert. Er wurde im Laufe der Jahrhunderte regelmäßig erneuert, zuletzt 1998.                                          | Der Wolfsgalgen in Oestringfelde, 2017 |
| 18. November 1805 | Hessen / Schwalm-Eder-Kreis / Melsungen →Lage                                    | Der letzte Wolf in Hessen                                                                               | der Wolfsstein wurde 1806 gesetzt: erlegt von Rittmeister von Wolf. |                                        |
| 27. Januar 1845   | Saarland / Birkenfelder Land                                                     | Der letzte Wolf der Region                                                                              | erschossen von dem Gutsbesitzer Albert Lapointe, unterhalb der Nahequelle im Distrikt Kreuzwald |                                        |
| 10. März 1847     | Baden-Württemberg / Württemberg / Stromberg →Lage                                | Der letzte Wolf der Region, das Tier wurde ausgestopft und im Naturkundemuseum Stuttgart ausgestellt.   | der Wolfstein wurde 1969 als Denkmal aufgestellt |                                        |
| 12. März 1866     | Baden-Württemberg / Eberbach →Lage                                               | Letzter Wolf des Odenwalds                                                                              | Inschrift: Hier wurde am 12. März 1866 der letzte Wolf des Odenwalds von Vincenz Diemer aus Schollbrunn nach einer Treibjagd erschossen. Lionsclub Eberbach August 2000                                                                     |                                        |
| 13. Januar 1872   | Niedersachsen / Becklinger Holz →Lage                                            | Der seinerzeit letzte Wolf in Niedersachsen                                                             | Förster H. Grünewald, der ehemalige Leibjäger von König Georg V. von Hannover, erschoss hier den letzten Wolf in Niedersachsen |                                        |
| 12. Januar 1879   | Rheinland-Pfalz / Hunsrück, Erbeskopf →Lage                                      | Der letzte Wolf im Hochwald von Rheinland-Pfalz                                                         | geschossen vom Förster Teusch von Deuselbach |                                        |
| 4. März 1914      | Kärnten Österreich / Frantschach-Sankt Gertraud →Lage                            | | | gesamt sk.jpg                          |
| 14. Januar 1835   | Westfalen / Ascheberg-Herbern →Lage                                              | Der letzte Wolf in Westfalen                                                                            | Inschrift: Der letzte Wolf in Westfalen. Am 14. Januar 1835 wurde hier vom Gastwirt Joseph Hennemann-Herbern der letzte Wolf in Westfalen zur Strecke gebracht! Am hundertsten Jahrestage wurde dieser Gedenkstein gesetzt. 19. Januar 1935 |                                        |
| 27. August 1948   | Niedersachsen / Lichtenmoor, Ahlden (Eilte) →Lage                                | Der erste Wolf in Deutschland nach dem 2. Weltkrieg                                                     | Stein mit der Inschrift: An dieser Stelle wurde am 27. August 1948 der Würger vom Lichtenmoor ein starker Wolfsrüde vom Bauern Hermann Gaatz aus Eilte erlegt.                                                                              |                                        |
| 24. März 1961     | Brandenburg / Fläming, Mehlsdorf (heute Ortsteil von Ihlow) bei Dahme/Mark →Lage | Der letzte Wolf im Fläming                                                                              | Findling mit der Inschrift: Am 24. März 1961 wurde im Mehlsdorfer Busch 404 m von diesem Stein entfernt in Richtung SSW ein Wolf erlegt. |                                        |
| 2005              | Brandenburg / Rochauer Heide →Lage                                               | | Wolfsstein: Zur Erinnerung an die Rückkehr von Wölfen nach Brandenburg |                                        |
| 2. Februar 2009   | Schleswig-Holstein / Brokenlande →Lage                                           | | Wolfsstein: Der letzte freilebende Wolf in Schleswig-Holstein wurde 1820 bei Brokenlande in der Nähe vom Wildpark Eekholt erlegt. |                                        |
| um 2010           | Niedersachsen / Wendland / Liepe →Lage                                           | | Wolfsstein: Der Wolfspfad von Moskau bis in die Ardennen |                                        |